# Zeewants
De zeewants (Aega psora) is een pissebeddensoort uit de familie Aegidae. De wetenschappelijke naam van de soort werd in 1758 gepubliceerd door Carl Linnaeus. De soort is een ectoparasiet van aantal vissoorten in de Noord-Atlantische Oceaan, vooral als ze gewond zijn.

## Beschrijving
De zeewants bereikt een lengte van 15 mm en is meestal grijs, met een vage dorsale streep. Het heeft slanke kaken en maxillae die zijn aangepast om bloed te zuigen en sommige setae (borstelharen) zijn haakvormig. De voorste drie paar pereopoden (looppoten) klampen zich vast aan zijn gastheer, hij steekt zijn monddelen in en bloed wordt snel in de darm gepompt. Andere aanpassingen voor deze manier van voeden zijn onder andere sterke spieren in zijn slokdarm en grote speekselklieren.

## Verspreiding
De zeewants is wijdverspreid in de Noord-Atlantische Oceaan en wordt daarnaast ook gevonden in de Oostzee, de Noordzee en de Ierse Zee. In de noordwestelijke Atlantische Oceaan wordt hij gevonden tussen de Fundybaai en Cape Cod.